# Сіссе Сандра
Сіссе Сандра (нід. Cisse Sandra, нар. 16 грудня 2003, Брюгге, Бельгія) — бельгійський футболіст, півзахисник клубу «Брюгге».

## Ігрова кар'єра

### Клубна
Сіссе Сандра є вихованцем клубної академії «Брюгге». У серпні 2020 року Сандра дебютував у дублюючому складі «Брюгге» у Другому дивізіоні. 
Першу гру в основній команді Сіссе Сандра провів у липні 2021 року у матчі на Суперкубок проти «Генка».

### Збірна
Сіссе Сандра є гравцем юнацьких збірних Бельгії.

## Титули
Брюгге
 Переможець Суперкубка Бельгії: 2021, 2025